# Emily Donelson
Emily Tennessee Donelson (Donelson, Nashville, 1 juni 1807 – Nashville, 19 december 1836) was een nicht van Rachel Donelson Jackson, de overleden vrouw van de Amerikaanse president Andrew Jackson. Tussen 1829 en 1836 fungeerde zij als first lady van de Verenigde Staten.

## Jonge leven een huwelijk
Emily werd geboren op de boerderij van haar vader in Donelson, een wijk in Nashville. Haar vader John Donelson was de broer van Rachel Donelson Jackson, de vrouw van toekomstig president Andrew Jackson. In tegenstelling tot de meeste meisjes uit die tijd kreeg Emily een goede opleiding en ze studeerde aan de Nashville Female Academy en haalde goede cijfers.
Op 16 september 1824 trouwde ze met Andrew Jackson Donelson (A.J.). Hij was een volle neef van haar.

## Witte Huis
Twee maanden voordat Andrew Jackson president van de Verenigde Staten werd, overleed zijn vrouw Rachel. Hierop werd Emily gevraagd om de rol van first lady te vervullen. Er werd gezegd dat de president sowieso van plan was om Emily mee naar het Witte Huis te nemen om Rachel te helpen in haar taken als gastvrouw. Haar man A.J. Donelson werd privésecretaris voor de president. Na de officieuze rouwperiode organiseerde Emily een nieuwjaarsfeest op 1 januari 1830.

## Petticoataffaire
In 1829 ontstond er een seksschandaal in de hoofdstad, bekend als de Petticoataffaire. Peggy Eaton, de vrouw van oorlogsminister John Henry Eaton was al een keer getrouwd geweest; haar eerste man pleegde zelfmoord. Er werd gezegd dat hij zelfmoord pleegde omdat hij erachter gekomen was dat zijn vrouw een affaire had.
Het groeiende schandaal zorgde voor heel wat commotie en de vrouwen van verschillende kabinetsleden, voornamelijk Floride Calhoun, de vrouw van vicepresident John C. Calhoun, weigerden om Peggy in Washington te ontvangen.
President Jackson vond de behandeling van Peggy unfair en vergeleek die met het schandaal rond zijn eigen vrouw Rachel die, zonder het te weten, nog met haar eerste man getrouwd was toen ze met Andrew Jackson trouwde. Dit werd onthuld door John Quincy Adams in de verkiezingscampagne van 1828. Rachel zou overspel gepleegd hebben en een bigamiste zijn. Na haar dood, datzelfde jaar nog, weet Jackson dit aan de stress tijdens de campagne.
Jackson begon druk uit te oefenen op zijn ondergeschikten om het koppel te aanvaarden. Emily had zich echter bij de groep geschaard die zich tegen de Eatons hadden gekeerd. Jackson zorgde ervoor dat Emily moest inbinden. Emily deed enkel wat nodig was voor Peggy en niets meer. De situatie bereikte een climax toen de Eatons, begin 1830, een uitnodiging van de president om te komen eten op het Witte Huis afsloegen.
In de zomer van dat jaar ging Emily met echtgenoot A.J. en de president naar the Hermitage voor een zomervakantie. De kloof tussen de president en Emily was intussen zo groot geworden dat ze weigerde op the Hermitage te verblijven en ze logeerde in het huis van haar moeder. Toen Jackson terugkeerde naar Washington kwam A.J. mee maar Emily bleef thuis.
De president vroeg haar om terug te keren maar dat wilde ze niet doen zolang Peggy geaccepteerd werd in het Witte Huis. Aangezien de president niet toegaf, hadden ze meer dan een jaar geen contact met elkaar.

## Terugkeer als gastvrouw van het Witte Huis
De Petticoataffaire verdween toen enkele kabinetsleden ontslagen werden en John Henry Eaton een baan kreeg in Madrid als ambassadeur voor Amerika. Nu Peggy weg was, ging Emily ermee akkoord om terug te keren; haar aankomst vond plaats op 5 september 1831.
Op 26 november 1834 kwam Sarah Yorke Jackson naar het Witte Huis met haar man nadat hun woning afgebrand was; Sarah begon zich ook voor te doen als gastvrouw van het Witte Huis. Jackson verwees naar Sarah meestal als Meesteres van the Hermitage, om onenigheden met Emily te voorkomen. Ondanks de vreemde regeling konden de vrouwen toch goed met elkaar opschieten. Het was de enige keer in de Amerikaanse geschiedenis dat twee vrouwen gelijktijdig fungeerden als first lady.

## Ziekte en dood
De gezondheid van Emily begon te verslechteren in 1836 toen tuberculose bij haar werd vastgesteld. In juni 1836 verliet ze het Witte Huis om te herstellen op de plantage naast the Hermitage (de plantage van de familie Jackson). Haar gezondheid bleef verslechteren en de president verliet Washington in december 1836 om bij haar te zijn; ze overleed echter twee dagen voor zijn aankomst.
Martha Washington ·
Abigail Adams ·
Martha Jefferson Randolph ·
Dolley Madison ·
Elizabeth Kortright Monroe ·
Louisa Adams ·
Emily Donelson ·
Sarah Yorke Jackson ·
Angelica Van Buren ·
Anna Harrison ·
Letitia Tyler ·
Priscilla Tyler ·
Julia Tyler ·
Sarah Polk ·
Margaret Taylor ·
Abigail Fillmore ·
Jane Pierce ·
Harriet Lane ·
Mary Lincoln ·
Eliza Johnson ·
Julia Grant ·
Lucy Hayes ·
Lucretia Garfield ·
Mary McElroy ·
Rose Cleveland ·
Frances Cleveland ·
Caroline Harrison ·
Mary Harrison McKee ·
Ida McKinley ·
Edith Roosevelt ·
Helen Taft ·
Ellen Wilson ·
Edith Wilson ·
Florence Harding ·
Grace Coolidge ·
Lou Hoover ·
Eleanor Roosevelt ·
Bess Truman ·
Mamie Eisenhower ·
Jacqueline Kennedy ·
Lady Bird Johnson ·
Pat Nixon ·
Betty Ford ·
Rosalynn Carter ·
Nancy Reagan ·
Barbara Bush ·
Hillary Clinton ·
Laura Bush ·
Michelle Obama ·
Melania Trump ·
Jill Biden ·
Melania Trump
- International Standard Name Identifier: 0000 0000 3329 8676
- Library of Congress Control Number: n2001029945
- SNAC: w6sn2vvt
- Virtual International Authority File: 36259614
- WorldCat: E39PBJxd4KFXMhRkFpcvxpdvpP